# Angel Eyes (låt av Fair Control)
Angel Eyes är en musiksingel av Fair Control från 1985. Låten är populär inom gaykulturen och spelades flitigt på gayklubbar i slutet av 1980-talet. Låten blev på nytt känd i Sverige efter att den var en av ledmotiven på Stockholm Pride 2010.

## Låtförteckning
A-sida
1. "Angel Eyes" – 3:29

B-sida
1. "Angel Eyes - (Instrumental)" – 4:28

Låtarna skrivna av Hannes Schöner och Peter Columbus.